# 西班牙的瑪麗亞·德拉帕茲
西班牙的瑪麗亞·德拉帕茲（西班牙語：María de la Paz de Borbón，1862年6月23日—1946年12月4日），西班牙女王伊莎貝拉二世的第三女，阿方索十二世的妹妹。

## 家庭
1883年，瑪麗亞·德拉帕茲與表哥、巴伐利亞國王路德維希一世的孫子路德維希·斐迪南結婚，兩人共有2子1女：
- 斐迪南王子（英语：Prince Ferdinand of Bavaria）（1884年—1958年）
- 阿達爾貝特王子（英语：Prince Adalbert of Bavaria (1886–1970)）（1886年—1970年）
- 皮拉公主（英语：Princess Pilar of Bavaria）（1891年—1987年）